# Ragueneau
Ragueneau är en kommun av typen socken (municipalité de paroisse) i den kanadensiska provinsen Québec. Den ligger i regionen Côte-Nord, i den östra delen av landet, 700 km nordost om huvudstaden Ottawa. Antalet invånare var 1 314 vid folkräkningen 2021. Landarean är 180 kvadratkilometer.